# Microdytes belli
Microdytes belli är en skalbaggsart som beskrevs av J. Balfour-browne 1946. Microdytes belli ingår i släktet Microdytes och familjen dykare. Inga underarter finns listade i Catalogue of Life.